# Greeicy Rendón
Greeicy Yeliana Rendón Ceballos (Cáli, 30 de outubro de 1992), é uma atriz, cantora e modelo colombiana, conhecida por sua personagem de Daisy O'Brian na novela  de Nickelodeon (Chica vampiro). Ela é filha de Luis Alberto Rendón e Lucy Cebalchica.

## Biografia
Antes de iniciar sua carreira ela atuava em piano, flauta, guitarra e canto.
Apareceu na tela pela primeira vez participando na edição do Reality Show para talentos infantis como Factor Xs, sendo apresentada pelo cantor e compositor José Gaviria, tendo não ganhado  a figura no programa e pondo-a a oportunidade para que a incluíssem num casting que lhe  permitira ingressar ao mundo da atuação. Seu primeiro papel como atriz foi em 2009 na telenovela Quando saia o sol, interpretando  Carolina Parra, a filha do casal principal. No ano seguinte foi eleita por Sérgio Cabrera para interpretar a Serva na novela La Pola. Em 2013 Greeicy Ceballos fez o papel de Daisy O'Brian em Chica Vampiro lançado na Nickelodeon e em 2015 no Biggs.

## Filmografia
| Ano  | Título                | Personagem!                |
| ---- | --------------------- | -------------------------- |
| 2007 | Factor Xs             | Herself                    |
| 2009 | Cuando salga el sol   | Carolina Parra             |
| 2010 | La Pola               | Sierva                     |
| 2010 | Mujeres al límite     | Claudia Patricia Arias     |
| 2010 | Correo de inocentes   | Flor Porras                |
| 2011 | Primera dama          | Daniela Astudillo          |
| 2013 | La prepago            | Johana                     |
| 2013 | Chica vampiro         | Daisy O'Brian McLaren      |
| 2014 | La ronca de oro       | Pilar Hincapié Vargas      |
| 2014 | Los años maravillosos | Karen González             |
| 2015 | Tiro de gracia        | Veronica Bernal/ Esmeralda |
| 2016 | Las Vega's            | Camila                     |
| 2017 | Revenge               | Gabriela Piedrahita        |

## Singles
• "Jacuzzi" (Com Anitta) 
• "Más Fuerte" 
• "Amantes" (Original Ou Versão Salsa) 
• "Ya Para Que"
• "Error"
• "Brindemos"
• "Despierta"
• "Destino"(com Nacho)
• "A mi no" ( Baila)
• "Contigo" ( Baila)
• "Esta vez" ( Baila)
• "Menos de ti" (Baila)
• " Minifalda" ( com Juanes )
- Como artista convidada: 

• "Perfecta" - Feid
• "No Te Equivoques" - The Rudeboyz (Original Ou Remix) 
• "Perdón" - David Bisbal
• "Lo Malo" - Aitana, Ana Guerra
• "Esta Noche" - Mike Bahía
• "Domingo"- Reykon,Rauw Alejandro e Cosculluela (remix)
•"22" - Tini
• "Olvidé tu nombre" - Kenai
• "Bien Fancy" - Fuego